# Sergio Perin
Sergio Perin (Cormons, 15 maggio 1931 – Cormons, 21 maggio 2015) è stato un calciatore italiano, di ruolo centrocampista.

## Carriera
Cresciuto a Cormòns prima nell'Alba, la società fondata da don Rino Cocolin (futuro Vescovo di Gorizia), e successivamente nella Cormonese. Si era messo in evidenza tanto da sostenere un provino con l'Inter e con la preselezione dell'Italia junior aveva disputato una partita a Bologna.
La sua carriera professionale inizia nel 1952 debuttando in Serie C con il Vigevano, e l'anno seguente passa al Pavia in Serie B, dove disputa 50 gare in due stagioni.
Nel 1955 si trasferisce al Catania, disputando altre 30 partite in tre campionati di Serie B sfiorando più volte la promozione in Serie A. Successivamente ha indossato le maglie dell'Empoli e del Portogruaro, per concludere la sua carriera nel 1964 con il gran ritorno Cormonese.